# 1960年のMLBエクスパンションドラフト
1960年のMLBエクスパンションドラフト（1960 MLB Expansion Draft）は、1961年からロサンゼルス・エンゼルスとワシントン・セネタースがアメリカンリーグに加入するのに伴い行われたMLBのエクスパンション・ドラフトである。

## ドラフト結果
| ロサンゼルス・エンゼルス | ロサンゼルス・エンゼルス | ロサンゼルス・エンゼルス | ロサンゼルス・エンゼルス       | ワシントン・セネタース | ワシントン・セネタース     | ワシントン・セネタース | ワシントン・セネタース         |
| ------------------------ | ------------------------ | ------------------------ | ------------------------------ | ---------------------- | -------------------------- | ---------------------- | ------------------------------ |
| 順位                     | 選手                     | 守備位置                 | 前所属球団                     | 順位                   | 選手                       | 守備位置               | 前所属球団                     |
| 1                        | イーライ・グアバ         | 投手                     | ニューヨーク・ヤンキース       | 1                      | ボビー・シャンツ           | 投手                   | ニューヨーク・ヤンキース       |
| 2                        | ジェリー・カセイル       | 投手                     | ボストン・レッドソックス       | 2                      | デーブ・シスラー           | 投手                   | デトロイト・タイガース         |
| 3                        | デューク・マース         | 投手                     | ニューヨーク・ヤンキース       | 3                      | ジョニー・クリップステイン | 投手                   | クリーブランド・インディアンス |
| 4                        | テックス・クレベンジャー | 投手                     | ミネソタ・ツインズ             | 4                      | ピーター・バーンサイド     | 投手                   | デトロイト・タイガース         |
| 5                        | ボブ・スプロート         | 投手                     | デトロイト・タイガース         | 5                      | カール・マシーアス         | 投手                   | クリーブランド・インディアンス |
| 6                        | オーブリー・ゲートウッド | 投手                     | デトロイト・タイガース         | 6                      | エド・ホーボー             | 投手                   | シカゴ・ホワイトソックス       |
| 7                        | ケン・マクブライド       | 投手                     | シカゴ・ホワイトソックス       | 7                      | ハル・ウッデシック         | 投手                   | ミネソタ・ツインズ             |
| 8                        | ネッド・ガーバー         | 投手                     | カンザスシティ・アスレチックス | 8                      | トム・スタディバント       | 投手                   | ボストン・レッドソックス       |
| 9                        | ロン・モーラー           | 投手                     | ボルチモア・オリオールズ       | 9                      | ヘクター・マエストリ       | 投手                   | ミネソタ・ツインズ             |
| 10                       | ボブ・デービス           | 投手                     | カンザスシティ・アスレチックス | 10                     | ルディ・ヘルナンデス       | 投手                   | ミネソタ・ツインズ             |
| 11                       | エド・サドースキー       | 捕手                     | ボストン・レッドソックス       | 11                     | ピート・ダレー             | 捕手                   | カンザスシティ・アスレチックス |
| 12                       | バック・ロジャース       | 捕手                     | デトロイト・タイガース         | 12                     | ダッチ・ドッターラー       | 捕手                   | カンザスシティ・アスレチックス |
| 13                       | エディ・ヨスト           | 三塁手                   | デトロイト・タイガース         | 13                     | クート・ビール             | 遊撃手                 | デトロイト・タイガース         |
| 14                       | ケン・アスプロモンテ     | 二塁手                   | クリーブランド・インディアンス | 14                     | デール・ロング             | 一塁手                 | ニューヨーク・ヤンキース       |
| 15                       | ケン・ハムリン           | 遊撃手                   | カンザスシティ・アスレチックス | 15                     | ジム・マホーニー           | 遊撃手                 | ボストン・レッドソックス       |
| 16                       | ジーン・リーク           | 三塁手                   | クリーブランド・インディアンス | 16                     | ボブ・ジョンソン           | 遊撃手                 | カンザスシティ・アスレチックス |
| 17                       | ジム・フレゴシ           | 遊撃手                   | ボストン・レッドソックス       | 17                     | ビリー・クラウス           | 二塁手                 | ボルチモア・オリオールズ       |
| 18                       | ボブ・サーブ             | 一塁手-外野手            | ニューヨーク・ヤンキース       | 18                     | ジョニー・シャイブ         | 二塁手                 | ミネソタ・ツインズ             |
| 19                       | ケン・ハント             | 外野手                   | ニューヨーク・ヤンキース       | 19                     | ウィリー・タスビー         | 外野手                 | ボストン・レッドソックス       |
| 20                       | ジイム・マッカナニー     | 外野手                   | シカゴ・ホワイトソックス       | 20                     | ジーン・ウッドリング       | 外野手                 | ボルチモア・オリオールズ       |
| 21                       | アール・アベリル         | 外野手-捕手              | シカゴ・ホワイトソックス       | 21                     | マーティ・キーオ           | 外野手                 | クリーブランド・インディアンス |
| 22                       | フェイ・スローンベリー   | 外野手                   | ミネソタ・ツインズ             | 22                     | チャック・ヒントン         | 外野手                 | ボルチモア・オリオールズ       |
| 23                       | テッド・クルズースキー   | 一塁手                   | シカゴ・ホワイトソックス       | 23                     | ジーン・グリーン           | 捕手                   | ボルチモア・オリオールズ       |
| 24                       | ドン・ロス               | 内野手                   | ボルチモア・オリオールズ       | 24                     | バド・ジプフェル           | 一塁手                 | ニューヨーク・ヤンキース       |
| 25                       | フリオ・ベックアー       | 一塁手                   | ミネソタ・ツインズ             | 25                     | ジム・キング               | 外野手                 | クリーブランド・インディアンス |
| 26                       | ディーン・チャンス       | 投手                     | ボルチモア・オリオールズ       | 26                     | ジョー・ヒックス           | 外野手                 | シカゴ・ホワイトソックス       |
| 27                       | フレッド・ニューマン     | 投手                     | ボストン・レッドソックス       | 27                     | チェット・ボーク           | 二塁手                 | カンザスシティ・アスレチックス |
| 28                       | ボブ・ウィルソン         | 捕手                     | クリーブランド・インディアンス | 28                     | ディック・ドノバン         | 投手                   | シカゴ・ホワイトソックス       |
| 29                       | スティーブ・ビルコ       | 一塁手                   | デトロイト・タイガース         | 29                     | レオ・バーク               | 三塁手                 | ボルチモア・オリオールズ       |
| 30                       | オルビー・ピアーソン     | 外野手                   | ボルチモア・オリオールズ       | 30                     | ヘイウッド・サリバン       | 捕手                   | ボストン・レッドソックス       |
|                          |                          |                          |                                | 31                     | ジョー・マクレーン         | 投手                   | ミネソタ・ツインズ             |